# Jánosy István
Jánosy István (Besztercebánya, 1919. május 18. – Gyenesdiás, 2006. augusztus 19.) magyar író, költő, műfordító, pedagógus, evangélikus lelkész.

## Élete
Szülei Jánossy István és Hugyecz Jolán voltak. A Fasori Gimnáziumban tanult. 1937-ben kitüntetéssel érettségizett, majd beiratkozott a pécsi székhelyű Magyar Királyi Erzsébet Tudományegyetem soproni evangélikus teológiai karára, egy félév múlva pedig a Magyar Királyi Pázmány Péter Tudományegyetem görög–latin–pszichológia szakára. Az egyetem elvégzését követően 1942-től folytatta evangélikus teológiai tanulmányait, majd 1944-ben – tudományegyetemi vizsgáinak beszámítását követően – eredményes zárószigorlatot tett és teológiai diplomát szerzett.
1944. június 13-án Budapesten avatták lelkésszé Dr. Raffay Sándor püspök, Kemény Lajos és Wolf (utóbb Ordass) Lajos esperesek szolgálatával. A lelkészavatásra Archiválva 2021. március 12-i dátummal a Wayback Machine-ben – Dr. Raffai Sándor püspök betegsége miatt – a Bányai Evangélikus Egyházkerület Esterházy (jelenleg Puskin) utcai székházában került sor. Segédlelkészi működését a Deák téri evangélikus egyházközségben az angyalföldi lelkészi körzetben kezdte meg. Magyarország 1944. évi német megszállása idején Rimár Jenő angyalföldi parókus lelkésszel együtt szerepet vállalt az üldözöttek megmentésében. Akkori tevékenységükről a HÍD Evangélikus Missziói Magazinban „Egész héten folytak a keresztelések”, valamint  a Lelkipásztor folyóiratban a „Jézus az utolsó szalmaszál” című írások szólnak.
1945-től a Fasori Evangélikus Gimnáziumban folytatta tevékenységét, ahol latin és görög nyelvet tanított. Első kötete 1948-ban jelent meg. Az egyházi iskolák államosítását követően 1948 és 1953 között általános iskolai tanár volt, közben elvégezte az orosznyelv-tanári tanfolyamot, és több más tantárgy mellett orosz nyelvet is tanított. A Diakónia majd a Credo evangélikus folyóiratok szerkesztőbizottsági tagja volt. 1954-ben tanári munkáját befejezte és a szabadfoglalkozású írói, műfordítói pályát választotta.
Az 1956-os forradalomhoz kapcsolódó tevékenysége a Kabdebó Lóránt irodalomtörténésszel folytatott beszélgetései alapján rekonstruálható. Kivételes személyes bátorságra vall, hogy a forradalom előtt kiadásra összeállított és 1958-ban megjelent „Rákóczi ifjúsága” versfüzérébe utóbb, a lektor figyelmét kijátszva két – a forradalmi ifjúságra és Nagy Imre szerepvállalására vonatkozó – verset helyezett el. Az eseményeket az „Emlékünk századokig szívükbe vésve vezérli őket új csodatevésre” című írás foglalja össze.
2006. augusztus 19-én Gyenesdiáson halt meg, hamvai 2021-ig gyenesdiási házának falában kerültek elhelyezésre.

## Életútjának emlékezete
Kabdebó Lóránt irodalomtörténész a Jánosy Istvánnal folytatott életútbeszélgetéseket a szombathelyi Életünk Kiadó gondozásában 1995-ben kiadott monográfiájában jelentette meg. Az életpályát a költő születésének 100. évfordulójához kapcsolódóan Zsugyel János ismertette a Lelkipásztor folyóiratban foglalta össze.
Halálának 15. évfordulójára Gyenesdiás díszsírhelyet adományozott részére a település temetőjében, urnáját felesége hamvaival együtt ide helyezték át. Az ez alkalommal tartott rendezvényen a Magyar Írószövetség nevében Baán Tibor költő beszéde, valamint a távollévő Ferencz Győző irodalomtörténész, költő megemlékezése hangzott el. Az eseményről az Evangélikus Élet magazin tudósított.
A Magyarországi Evangélikus Egyház székházának Esterházy Péter és Gitta Könyvtárában 2022. április 20-án emlékestet rendeztek, melynek keretében Fabiny Tamás püspök ismertette Jánosy István egyházi kötődését, valamint Ferencz Győző irodalomtörténész méltatta a költő életművét.

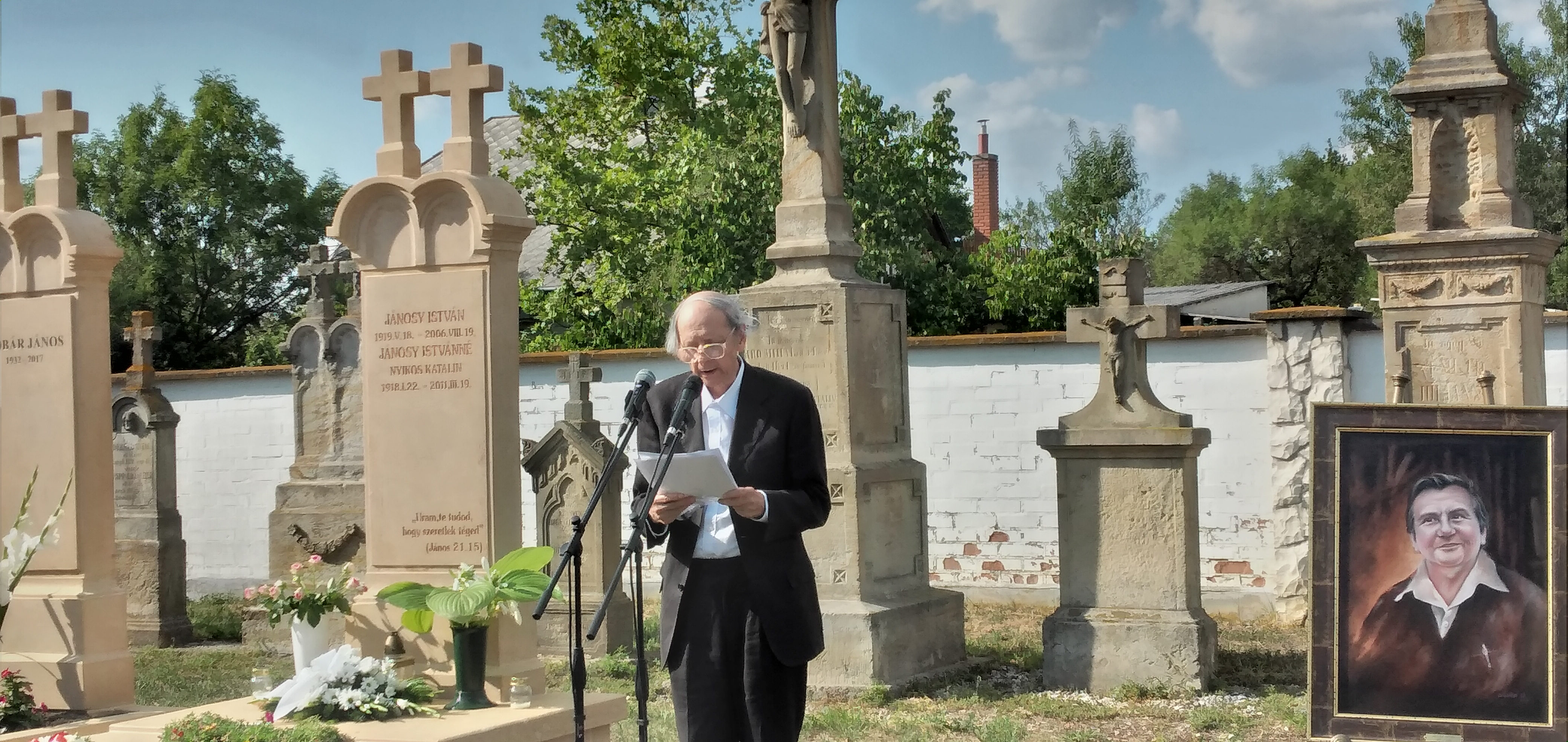
Baán Tibor költő Jánosy István gyenesdiási díszsírhely avatásán 2021. augusztus 21.-én

## Művei
- Prometheus (vers, 1948)
- Rákóczi ifjúsága (vers, 1958)
- Az örök béke álmai (vers, 1960)
- Kukoricaistennő (vers, 1970)
- A kővendég (vers, 1977)
- Az álmok kútja végtelen (vers, 1980)
- Útjelző fények (vers, 1983)
- A nagy kaszás (vers, 1985)
- Élmények és emlékezések (tanulmányok, 1987)
- Távolodó arcok (próza, 1990)
- Helyben járó Odüsszeusz (vers, 1993)
- Arcok, lelkek, álmok, versek (tanulmányok, 1993)
- Hallottad a szót? (tanulmányok, 1998)
- Az elsüllyedt katedrális (vers, 1999)
- Passiótragédia (dráma, 2001)
- Összegyűjtött versek; Kortárs, Bp., 2004

## Műfordításai
- Szophoklész: Philoktétész (1950)
- Martin Andersen Nexø: Szürke fény (1956)
- Aiszkhülosz: Három dráma (Oltalomkeresők. Perzsák. Heten Théba ellen) (1956)
- Lukianosz: Istenek. Halottak. Hetérák (1958)
- Lukianosz: Ikaromenipposz avagy Az űrhajós (1960)
- Széphajú Khariszok tánca, ógörög kardal-költészet (1960) – (Kálnoky Lászlóval)
- John Lyly: Campaspe (1961)
- Gottfried Keller: Zöld Henrik I–II. (1963)
- Euripidész: Az őrjöngő Héraklész (1964)
- Mahábhárata, Rámájana (részletek 1964)
- Platón: Az állam, részletek (1968)
- John Milton: Elveszett Paradicsom (1969)
- A valóságos Oroszlán (Versfordítások XX. századi költőktől) (1971)
- Bosszú és emberség (drámafordítások, 1975)
- Rámájana (1978)
- John Berryman: Henry sorsa (1988)
- Platón: Állam (1968, 1989)

## Díjai, elismerései
- Munka Érdemrend ezüst fokozata (1979)
- József Attila-díj (1973)
- Déry Tibor-díj (1986)
- A Magyar Köztársasági Érdemrend kiskeresztje (1994)
- Pro Literatura díj (1995)
- a Soros-alapítvány alkotói díja (1999)
- Károli Gáspár-díj (1999)
- Arany János-díj (2001)